# Métrolinie 9 (Paris)
| Karte |                      |                                                      |                                                      |
| Streckenlänge: | 19,6 km              |                                                      |                                                      |
| Spurweite: | 1435 mm (Normalspur) |                                                      |                                                      |
| |                      |                                                      |                                                      |
| Eröffnung: | 1922                 |                                                      |                                                      |
| Fahrgäste (täglich): | 318.000              |                                                      |                                                      |
| Stationen: | 37                   |                                                      |                                                      |
| Bahnsteiglängen: | 75 m bis 105 m       |                                                      |                                                      |
| \| \| \| Wende- und Abstellgleise \| \| \| \| \| Pont de Sèvres \| \| \| \| \| Wende- und Abstellgleise \| \| \| \| \| \| \| \| \| \| Billancourt \| \| \| \| \| Betriebshof Billancourt \| \| \| \| \| Marcel Sembat \| \| \| \| \| Wende- und Abstellgleise \| \| \| \| \| Porte de Saint-Cloud \| \| \| \| \| Verbindungsgleis nach Porte Molitor und zur Linie 10 \| \| \| \| \| Verbindungsgleis zum Betriebshof Auteuil \| \| \| \| \| Exelmans \| \| \| \| \| Michel-Ange – Molitor \| \| \| \| \| Michel-Ange – Auteuil \| \| \| \| \| Verbindungsgleis zur Linie 10 \| \| \| \| \| Jasmin \| \| \| \| \| Ranelagh \| \| \| \| \| La Muette \| \| \| \| \| Rue de la Pompe \| \| \| \| \| Verbindungsgleis zur Linie 6 \| \| \| \| \| Trocadéro \| \| \| \| \| Verbindungsgleis zur Linie 6 \| \| \| \| \| Iéna \| \| \| \| \| Alma – Marceau \| \| \| \| \| Franklin D. Roosevelt \| \| \| \| \| Saint-Philippe du Roule \| \| \| \| \| Miromesnil \| \| \| \| \| Linie 12 \| \| \| \| \| Saint-Augustin \| \| \| \| \| Havre – Caumartin \| \| \| \| \| Chaussée d’Antin – La Fayette \| \| \| \| \| Richelieu – Drouot \| \| \| \| \| Linie 8 \| \| \| \| \| Grands Boulevards \| \| \| \| \| Bonne Nouvelle \| \| \| \| \| Strasbourg – Saint-Denis \| \| \| \| \| Saint-Martin (10. Dezember 1933 – 2. September 1939) \| \| \| \| \| Verbindungsgleis zur Linie 8 \| \| \| \| \| République \| \| \| \| \| Linie 8 \| \| \| \| \| Oberkampf \| \| \| \| \| Saint-Ambroise \| \| \| \| \| Voltaire \| \| \| \| \| Charonne \| \| \| \| \| Rue des Boulets \| \| \| \| \| \| \| \| \| \| Verbindungsgleis zur Linie 1 \| \| \| \| \| Nation \| \| \| \| \| Buzenval \| \| \| \| \| Maraîchers \| \| \| \| \| Petite Ceinture \| \| \| \| \| Porte de Montreuil \| \| \| \| \| Wende- und Abstellgleise \| \| \| \| \| Robespierre \| \| \| \| \| Croix de Chavaux \| \| \| \| \| Mairie de Montreuil \| \| \| \| \| Wende- und Abstellgleise \| \| |                      |                                                      |                                                      |
| U-Bahn-Betriebsstelle Streckenanfang (im Tunnel) |                      | Wende- und Abstellgleise                             | Wende- und Abstellgleise                             |
| U-Bahn-Bahnhof (im Tunnel) |                      | Pont de Sèvres                                       | Pont de Sèvres                                       |
| U-Bahn-Blockstelle (im Tunnel) |                      | Wende- und Abstellgleise                             | Wende- und Abstellgleise                             |
| U-Bahn-Strecke von links (im Tunnel) · U-Bahn-Abzweig geradeaus und nach rechts (im Tunnel) |                      |                                                      |                                                      |
| U-Bahn-Strecke (im Tunnel) · U-Bahn-Haltepunkt / Haltestelle (im Tunnel) |                      | Billancourt                                          | Billancourt                                          |
| U-Bahn-Strecke nach links (im Tunnel) · U-Bahn-Kreuzung mit Tunnelstrecke (im Tunnel) |                      | Betriebshof Billancourt                              | Betriebshof Billancourt                              |
| U-Bahn-Haltepunkt / Haltestelle (im Tunnel) |                      | Marcel Sembat                                        | Marcel Sembat                                        |
| U-Bahn-Blockstelle (im Tunnel) |                      | Wende- und Abstellgleise                             | Wende- und Abstellgleise                             |
| U-Bahn-Haltepunkt / Haltestelle (im Tunnel) |                      | Porte de Saint-Cloud                                 | Porte de Saint-Cloud                                 |
| U-Bahn-Abzweig geradeaus und von links (im Tunnel) |                      | Verbindungsgleis nach Porte Molitor und zur Linie 10 | Verbindungsgleis nach Porte Molitor und zur Linie 10 |
| U-Bahn-Abzweig geradeaus und nach links (im Tunnel) |                      | Verbindungsgleis zum Betriebshof Auteuil             | Verbindungsgleis zum Betriebshof Auteuil             |
| U-Bahn-Haltepunkt / Haltestelle (im Tunnel) |                      | Exelmans                                             | Exelmans                                             |
| U-Bahn-Bahnhof (im Tunnel) |                      | Michel-Ange – Molitor                                | Michel-Ange – Molitor                                |
| U-Bahn-Bahnhof (im Tunnel) |                      | Michel-Ange – Auteuil                                | Michel-Ange – Auteuil                                |
| U-Bahn-Abzweig geradeaus und von links (im Tunnel) |                      | Verbindungsgleis zur Linie 10                        | Verbindungsgleis zur Linie 10                        |
| U-Bahn-Haltepunkt / Haltestelle (im Tunnel) |                      | Jasmin                                               | Jasmin                                               |
| U-Bahn-Haltepunkt / Haltestelle (im Tunnel) |                      | Ranelagh                                             | Ranelagh                                             |
| U-Bahn-Bahnhof (im Tunnel) |                      | La Muette                                            | La Muette                                            |
| U-Bahn-Haltepunkt / Haltestelle (im Tunnel) |                      | Rue de la Pompe                                      | Rue de la Pompe                                      |
| U-Bahn-Abzweig geradeaus und nach rechts (im Tunnel) |                      | Verbindungsgleis zur Linie 6                         | Verbindungsgleis zur Linie 6                         |
| U-Bahn-Bahnhof (im Tunnel) |                      | Trocadéro                                            | Trocadéro                                            |
| U-Bahn-Abzweig geradeaus und nach links (im Tunnel) |                      | Verbindungsgleis zur Linie 6                         | Verbindungsgleis zur Linie 6                         |
| U-Bahn-Haltepunkt / Haltestelle (im Tunnel) |                      | Iéna                                                 | Iéna                                                 |
| U-Bahn-Bahnhof (im Tunnel) |                      | Alma – Marceau                                       | Alma – Marceau                                       |
| U-Bahn-Bahnhof (im Tunnel) |                      | Franklin D. Roosevelt                                | Franklin D. Roosevelt                                |
| U-Bahn-Haltepunkt / Haltestelle (im Tunnel) |                      | Saint-Philippe du Roule                              | Saint-Philippe du Roule                              |
| U-Bahn-Bahnhof (im Tunnel) |                      | Miromesnil                                           | Miromesnil                                           |
| U-Bahn-Kreuzung mit Tunnelstrecke (im Tunnel) |                      | Linie 12                                             | Linie 12                                             |
| U-Bahn-Bahnhof (im Tunnel) |                      | Saint-Augustin                                       | Saint-Augustin                                       |
| U-Bahn-Bahnhof (im Tunnel) |                      | Havre – Caumartin                                    | Havre – Caumartin                                    |
| U-Bahn-Bahnhof (im Tunnel) |                      | Chaussée d’Antin – La Fayette                        | Chaussée d’Antin – La Fayette                        |
| U-Bahn-Bahnhof (im Tunnel) |                      | Richelieu – Drouot                                   | Richelieu – Drouot                                   |
| U-Bahn-Strecke von links (im Tunnel) · U-Bahn-Kreuzung mit Tunnelstrecke (im Tunnel) |                      | Linie 8                                              | Linie 8                                              |
| |                      | Grands Boulevards                                    |                                                      |
| |                      | Bonne Nouvelle                                       |                                                      |
| |                      | Strasbourg – Saint-Denis                             |                                                      |
| |                      | Saint-Martin (10. Dezember 1933 – 2. September 1939) |                                                      |
| U-Bahn-Abzweig geradeaus und von links (im Tunnel) · U-Bahn-Abzweig geradeaus und nach rechts (im Tunnel) |                      | Verbindungsgleis zur Linie 8                         | Verbindungsgleis zur Linie 8                         |
| |                      | République                                           |                                                      |
| U-Bahn-Strecke nach links (im Tunnel) · U-Bahn-Kreuzung mit Tunnelstrecke (im Tunnel) |                      | Linie 8                                              | Linie 8                                              |
| U-Bahn-Bahnhof (im Tunnel) |                      | Oberkampf                                            | Oberkampf                                            |
| U-Bahn-Haltepunkt / Haltestelle (im Tunnel) |                      | Saint-Ambroise                                       | Saint-Ambroise                                       |
| U-Bahn-Haltepunkt / Haltestelle (im Tunnel) |                      | Voltaire                                             | Voltaire                                             |
| U-Bahn-Haltepunkt / Haltestelle (im Tunnel) |                      | Charonne                                             | Charonne                                             |
| U-Bahn-Haltepunkt / Haltestelle (im Tunnel) |                      | Rue des Boulets                                      | Rue des Boulets                                      |
| U-Bahn-Abzweig geradeaus und nach links (im Tunnel) · U-Bahn-Strecke von rechts (im Tunnel) |                      |                                                      |                                                      |
| U-Bahn-Kreuzung mit Tunnelstrecke (im Tunnel) · U-Bahn-Strecke nach rechts (im Tunnel) |                      | Verbindungsgleis zur Linie 1                         | Verbindungsgleis zur Linie 1                         |
| U-Bahn-Bahnhof (im Tunnel) |                      | Nation                                               | Nation                                               |
| U-Bahn-Haltepunkt / Haltestelle (im Tunnel) |                      | Buzenval                                             | Buzenval                                             |
| U-Bahn-Haltepunkt / Haltestelle (im Tunnel) |                      | Maraîchers                                           | Maraîchers                                           |
| U-Bahn-Kreuzung (im Tunnel) |                      | Petite Ceinture                                      | Petite Ceinture                                      |
| U-Bahn-Haltepunkt / Haltestelle (im Tunnel) |                      | Porte de Montreuil                                   | Porte de Montreuil                                   |
| U-Bahn-Blockstelle (im Tunnel) |                      | Wende- und Abstellgleise                             | Wende- und Abstellgleise                             |
| U-Bahn-Haltepunkt / Haltestelle (im Tunnel) |                      | Robespierre                                          | Robespierre                                          |
| U-Bahn-Haltepunkt / Haltestelle (im Tunnel) |                      | Croix de Chavaux                                     | Croix de Chavaux                                     |
| U-Bahn-Bahnhof (im Tunnel) |                      | Mairie de Montreuil                                  | Mairie de Montreuil                                  |
| U-Bahn-Betriebsstelle Streckenende (im Tunnel) |                      | Wende- und Abstellgleise                             | Wende- und Abstellgleise                             |

Die Linie 9 der Pariser Metro ist die erste Linie, die über die Stadtgrenzen hinaus, in die Banlieues verlängert wurde. Heute verbindet sie die Vorstädte Boulogne-Billancourt im Westen und Montreuil im Osten mit den Stadtteilen des rechten Seineufers, in denen man die großen Boulevards und Geschäfte findet.

## Geschichte

### Baugeschichte

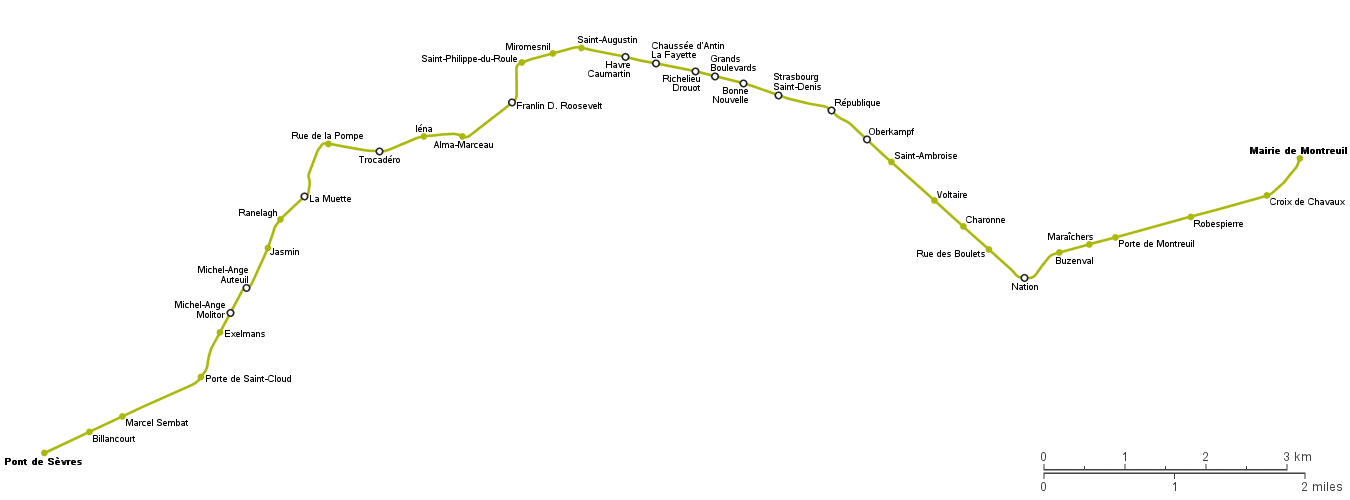
Karte der Linie 9

Das erste Teilstück dieser Linie von Porte de Saint-Cloud über Trocadéro nach Opéra war noch als Zubringerstrecke eines zweiten Innenstadtringes gedacht. Auch hier ergaben sich wieder diverse Schwierigkeiten beim Bau in der Innenstadt.
Exelmans – Trocadéro als erstes Teilstück wurde am 8. November 1922 eröffnet. Im darauf folgenden Jahr folgten drei Abschnitte: Trocadéro – Saint-Augustin am 27. Mai, Saint-Augustin – Chaussée d’Antin am 3. Juni und Exelmans – Porte de Saint-Cloud am 29. September.
Beim Bau des Endpunktes Porte de Saint-Cloud ging man ganz praktisch vor: Anstatt der üblichen Wendeschleife baute man gleich Kehrgleise, um später eine Verlängerung in Richtung Boulogne vornehmen zu können.
An der Station Porte de Saint-Cloud erreicht ein Gleis aus Richtung Porte Molitor die Linie 9. Dieses war gedacht, um das Stadion Parc des Princes bedienen zu können (mehr dazu bei der Linie 10). Aufgrund eines erwarteten starken Verkehrs wurde die Station Porte de Saint-Cloud sehr großzügig ausgebaut: 5 Gleise mit 3 Bahnsteigen. Das Projekt wurde jedoch nie verwirklicht.
Beschlossen zu Beginn des Jahrhunderts, ging die Verlängerung zur Station Richelieu-Drouot erst am 30. Juni 1928 in Betrieb.
1922 beschloss die Stadtversammlung den Bau einer Métro-Linie Porte de Montreuil – République und die Verknüpfung dieser mit der Linie 9. Somit konnten die Bewohner des 19. und des 20. Arrondissements in die Innenstadt fahren. Am 10. Dezember 1933 wurde der Abschnitt Richelieu-Drouot – Porte de Montreuil eröffnet. Der Verknüpfungsabschnitt zwischen altem und neuem Linienast zwischen Richelieu-Drouot und République wird dabei gemeinsam mit der Linie 8 in einem Doppelstocktunnel genutzt. Damit wurde die Linie 9 mit 31 Stationen zur damals längsten des Netzes.
Im Oktober 1929 hatten das Département Seine und die Pariser U-Bahn-Gesellschaften eine Vereinbarung unterzeichnet. Beschlossen wurden dabei Verlängerungen der Métro-Linien an fünfzehn Stellen bis in die Vorstädte. Als erstes profitierte die Linie 9 davon: Am 3. Februar 1934 ging es 2 Kilometer von Porte de Saint-Cloud bis Pont de Sèvres, und am 14. Oktober 1937 ging die 2,5 Kilometer lange Erweiterung Porte de Montreuil – Mairie de Montreuil in Betrieb.

### Zweiter Weltkrieg
Als Frankreich am 3. September 1939 Deutschland den Krieg erklärte, wurde der zentrale Abschnitt der Linie 9 zwischen Chaussée d’Antin – La Fayette und Nation vollkommen geschlossen. Grund war die Einberufung vieler Mitarbeiter der Métro zum Militär. Erst am 30. September 1939 wurde die Linie wieder durchgehend befahren.

### Umbenennungen von Stationen
Im Lauf der mehr als 100-jährigen Geschichte der Pariser Metro änderte sich die offizielle Bezeichnung einer ganzen Reihe von Stationen. Einige Namen wurden sogar mehrmals umbenannt. Auf der Linie 9 sind folgende Stationen betroffen:
| heutiger Name         | Jahr der Umbenennung | frühere(r) Name(n)                                                                          |
| --------------------- | -------------------- | ------------------------------------------------------------------------------------------- |
| Franklin D. Roosevelt | 1947                 | bis 1942: Rond-Point des Champs-Élysées; 1942–1946: Marbeuf – Rond-Point des Champs-Élysées |
| Grands Boulevards     | 1998                 | Rue Montmartre                                                                              |
| Rue des Boulets       | 1998                 | Boulets – Montreuil                                                                         |

## Rollmaterial

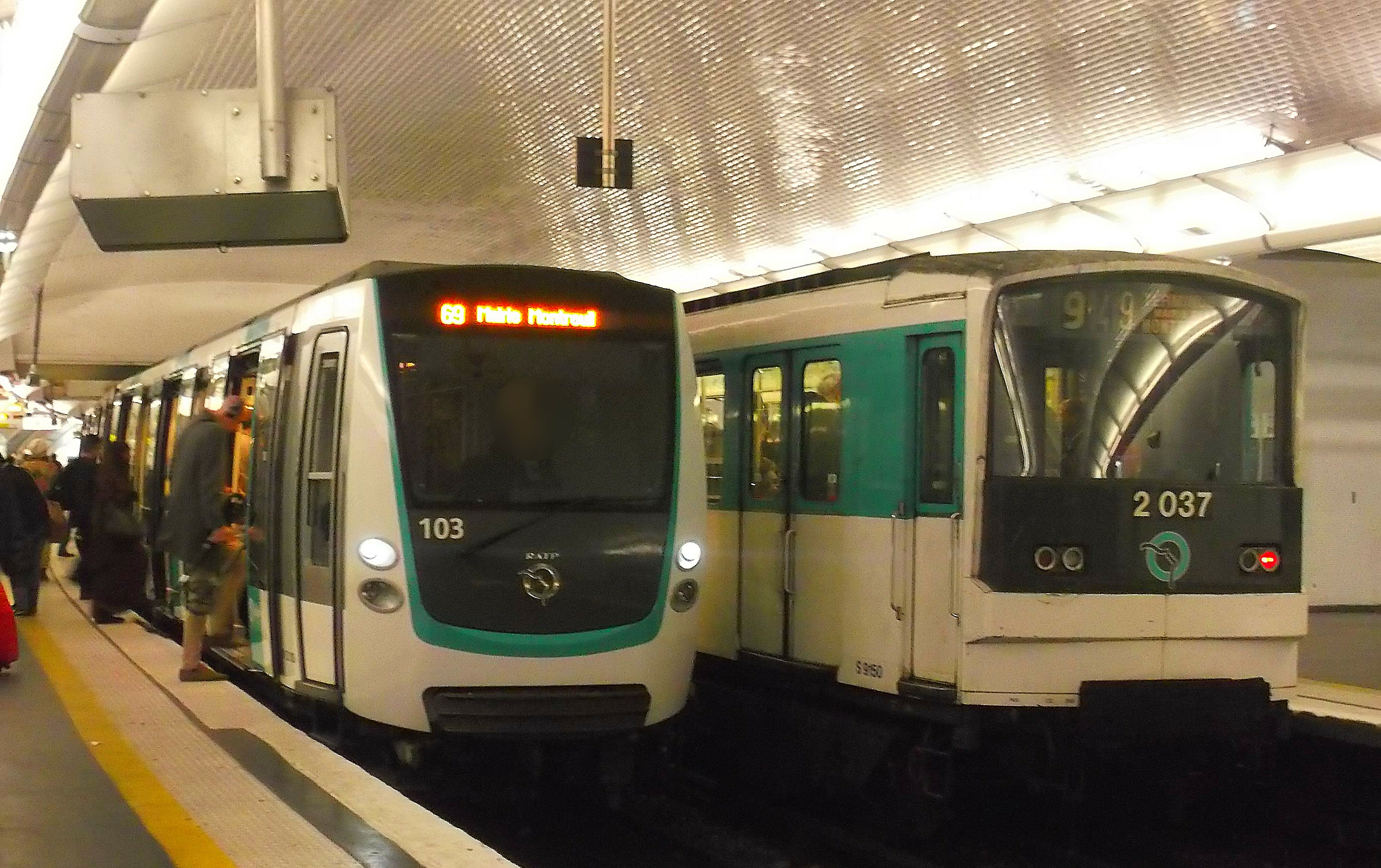
Nur für kurze Zeit möglich: ein MF 01 und ein MF 67 begegnen sich auf der Linie 9 (Foto von April 2014)

Ab Eröffnung der Linie 9 wurden Sprague-Thompson-Wagen eingesetzt, zunächst in dreiteiligen Garnituren mit zwei Triebwagen und dazwischen einem unmotorisierten Beiwagen, bald darauf mit zwei Beiwagen. Sie wurden ab 1974 nach und nach durch Züge der Baureihe  MF 67 abgelöst. Die letzten Sprague-Thompson-Züge wurden im April 1983 von der Strecke abgezogen.
Ab dem 21. Oktober 2013 ersetzten 74 Fünfwagenzüge der Baureihe MF 01 die MF 67.  Die Lieferungen bilden die dritte und größte Tranche einer Bestellung bei Alstom über fast 200 Züge. Probefahrten erfolgten zunächst auf der Linie 5. Die Auslieferungen waren im Jahr 2017 beendet.

## Betriebliche Neuerungen

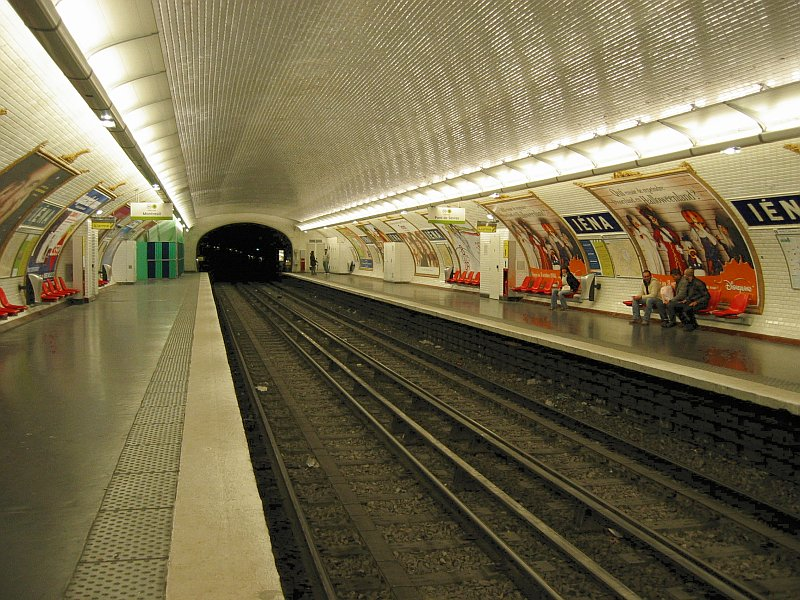
Bahnhof Iéna der Linie 9

1970 wurde die Linie 9 mit einer PCC genannten zentralen Streckenleitzentrale ausgerüstet. 1975 wurde der bei der Pariser Metro schon seit 1957 erstmals verwendete halbautomatisierte Zugbetrieb, genannt PA = pilotage automatique, auch auf der Linie 9 eingeführt.

## Fahrgastzahlen und Fahrbetrieb
Für das Jahr 2009 wurden rund 127 Millionen Fahrgäste ermittelt. Nach den Linien 1, 4 und 7 liegt die Linie 9 bei den Fahrgastzahlen unter den Pariser Metrolinien an vierter Stelle. Am stärksten belastet ist die Strecke zwischen den Stationen Saint Augustin und Miromesnil in Richtung Miromesnil mit 14 000 Fahrgästen pro Stunde in den Hauptverkehrszeiten. Der zeitliche Mindestabstand zweier aufeinanderfolgender Metro-Züge liegt auf der Linie 9 bei 110 Sekunden.

## Betriebshof Boulogne-Billancourt
Das Zufahrtsgleis zum Betriebshof zweigt am nördlichen Ende der Station Billancourt von der Hauptstrecke ab. Der Betriebshof wurde 1934 errichtet. Zur Wartung der neuen Züge der Baureihe MF01 war eine Erneuerung dringend nötig. Die RATP entschloss sich den alten Betriebshof vollständig abzureißen und ihn neukonzipiert vollkommen neu zu errichten. Die Übergabe ist für 2015 geplant.

## Geplante Streckenverlängerungen
Bis 2025 soll die Linie im Osten über die jetzige Endstation Mairie de Montreuil hinaus um zwei weitere – ebenfalls in Montreuil liegende – Stationen verlängert werden. Dafür werden dann sieben zusätzliche Zuggarnituren benötigt. Durch die Streckenverlängerung würden Anschlüsse an die verlängerte Métrolinie 11 und an die Verlängerung der Linie 1 der Pariser Straßenbahn entstehen.